# 馬凱碩
馬凱碩（1948年10月24日—），是新加坡外交官和學者，新加坡印度人，曾任新加坡常駐聯合國代表、聯合國安全理事會主席、新加坡國立大學李光耀公共政策學院院長、新加坡國立大學亞洲研究所傑出研究員。
他從1971年到2004年擔任新加坡常駐聯合國代表。他擔任該職期間，於2001年1月到2002年5月擔任聯合國安理會主席。
他於2004年起擔任新加坡國立大學李光耀公共政策學院首任院長，2017年12月31日離職。他建立了該院的全球聲譽，但任內也發生醜聞，如該院的亞洲與全球化研究所所長及李氏基金會講座教授黃靖涉嫌犯下間諜罪，2017年8月被新加坡政府驱逐出境。黃靖的博士生姚俊威被控於2015年至2019年间为中国收集情报，於2019年11月在美国被捕，被判刑14个月，被遣返回新加坡後被捕。

## 觀點
2015年，馬凱碩在哈佛大學甘迺迪學院演講時表示，美國在南海主權爭議上需要做的只是「給自己積點德留後路」、以身作則遵循國際規則，未來20年中國會取代美國成為世界第一強國，「是時候了，美國要認真計畫好如何取代中國的老二位置」，否則20年後中國人民解放軍海軍軍艦將在加州海岸如入無人之境。中國歷史上沒有殖民海外的紀錄，鄭和下西洋帶去的是歡聲笑語而不是殖民剝削，如果中國做老大，會和美國做老大的方式截然不同。他在1980年去中國時，中國很少人可以出境旅遊；但2014年中國就有1億人次出境，如果中國是西方媒體口中毫無自由的人間煉獄，那1億人就不會回去了。美國知識分子的眼界落後於塞爾維亞、土耳其、希臘的知識分子，如何提升美國的世界觀是個大難題。美國媒體自說自話令人不寒而慄，西方200年的興起並非人類歷史主線，美國媒體需要打開心扉努力認識外部世界。他認為，歐洲時代世界中心是倫敦，北美時代世界中心是紐約，亞洲時代世界中心是新加坡。
2018年6月1日，馬凱碩在長風文教基金會演講時表示，法蘭西斯·福山的名著《历史的终结及最后之人》認為西方民主制成為政治的最終形式，催眠了西方國家，讓西方國家完全沒意識到中國和印度正逐漸甦醒。19世紀英國掌控世界，20世紀美國掌控世界，卻不代表21世紀就會成為中國的世紀，21世紀會是亞洲的世紀。民主不會因中國崛起而結束，因為中國並非只想著推廣共產主義，中國事實上是要復興中華。歐洲國家必須獨立發展本國，不要盲目追隨美國的政策。美國現在應該要和中國互相尊重、而不是和多國發動貿易戰激怒對方，因為中國與印度成為全球霸主以後會採取什麼樣的作法完全仰賴今天各國如何對待他們，「美國今天對中國做的事，明天就輪到中國加倍奉還」。
2020年，馬凱碩新書《中國贏了嗎？：挑戰美國的強權領導》認為，美國犯了三大錯誤：美國自認是永遠的第一大國，無法想像一個不是自己領導的世界，因此缺乏因應某天自己成為第二大國的準備；美國已經變成一個決策僵化、沒有彈性的集體思維體系，也無法從失敗中學到教訓，甚至對失敗視而不見，結果是「拿昨天的戰略打明天的戰爭」；美國自認是對世界有很大貢獻的、充滿美德的、更是世界上最好的國家，此即美國例外論，但這只是美國的自我想像而已，並非事實。在天下文化出版的該書台灣中文版序中，馬凱碩提出地緣政治三條鐵律：
1. 「沒有一個大國會容許在它周邊有敵對的勢力存在。」
2. 「當大國必須在本國重大利益和國際關係價值觀之間作選擇時，他們總是以國家利益優先。」
3. 「小國經常會發現，對於周邊大國在地緣政治上的重要利益，必須掌握先機、有所預見、且要時時保持敏感，才是明智之舉。」[12]

2023年1月18日，馬凱碩在新加坡銀行2023年展望論壇演講時表示，西方國家主導世界歷史的時代已步入尾聲，但西方國家仍不願意接受這個事實；例如，亞洲是世界成長最快的經濟體，但是「國際上主要的金融機構如國際貨幣基金最高負責人必須是歐洲人、世界銀行行長必須是美國人，而有40億人口的亞洲卻沒有當選的資格」。未來將是一個新的「CIA時代」，即中國（China）、印度（India）、东南亚国家联盟（ASEAN）的時代。在2022年俄羅斯入侵烏克蘭的背景下，东南亚国家联盟在維持和平與創造經濟增長上均取得了不俗的成就。中國和美國正在展開有史以來最大的地緣政治競賽，美國已經意識到它只有十年的時間來阻止中國發展成為世界第一強國。
2023年8月，台灣學者黎蝸藤指控，馬凱碩立場親中共，與傑佛瑞·薩克斯、馬丁·雅克、羅思義等經濟學家為挺中四大“高級洋護法”。2024年8月11日，馬凱碩接受《聯合早報》影音專訪時對「馬凱碩親華」言論發表看法

## 引語
兩千年的地緣政治教給我們一個簡單而明顯的教訓： 所有大國都會將自己的利益放在第一位，必要時還會犧牲盟友的利益。川普的行為就像一個理性的地緣政治行動者，把他認為的國家利益放在第一位。歐洲不應該只是批評特朗普，而是應該效仿他。它應該執行目前難以想像的選擇： 宣佈從今以後，歐洲將成為世界舞台上的戰略自主行動者，將自身利益放在首位。如果這樣做的話，特朗普最終可能會對歐洲表示一些尊重。

## 外部連結
YouTube上的What Happens When China Becomes Number One? 摘要What happens when China becomes No. 1? （页面存档备份，存于）